# Espérance Broalet
Espérance Broalet ou Espérance Maman You Broalet, née d’une fratrie de six enfants en Côte d'Ivoire, elle est la première femme agrégée en anatomie et neurochirurgie en Afrique de l’Ouest.

## Biographie

### Origines et études
Espérance Broalet fait son cursus scolaire  primaire à Korhogo et le secondaire au centre de la Côte d'Ivoire, à Bouaké. À 18 ans, elle décroche le baccalauréat série C au lycée jeune fille de Yamoussoukro, un établissement d’excellence qui accueille les majors des écoles ivoiriennes, devenue aujourd’hui Mami Faitai. Elle obtient un certificat de physiologie neurosensorielle, en 1996, à la faculté de médecine d'Amiens en France puis, une année plus tard, une maîtrise des sciences biologiques et médicales à l’université de Cocody, à Abidjan. Après le doctorat en médecine, elle fait un diplôme d’étude approfondie de génie biomédical à l’Université de Cocody, à Abidjan, en 2006. Cette même année, Espérance Broalet ajoute à ses parchemins un certificat d’étude spéciale de neurochirurgie. Huit ans plus tard, le professeur Espérance Braolet, forgée à la pédagogie universitaire (depuis 1998) obtient un certificat d’études spéciales de neurologie, en 2014, à l’Université Félix Houphouët-Boigny de Cocody, avant de faire sa thèse unique,,,,,,.

## Articles Connexes
- Neurochirurgie
- Anatomie
- Biomédicale